# Sporobolus somalensis
Sporobolus somalensis är en gräsart som beskrevs av Emilio Chiovenda. Sporobolus somalensis ingår i släktet droppgräs, och familjen gräs. Inga underarter finns listade i Catalogue of Life.